# Going Hard
Going Hard è il primo mixtape del rapper italiano Tony Boy, pubblicato il 16 ottobre 2020 dalla Gorilla Records.

## Tracce
1. Un buon motivo – 3:04
2. Gas – 2:54
3. Per sempre – 3:12
4. Brutti voti – 2:50
5. Danza dei soldi (feat. MR Rizzus, Wairaki) – 3:36
6. Jungla – 3:04
7. Energia – 2:51
8. Sembra facile (feat. Dutch Nazari) – 2:53
9. Traffico – 2:59
10. Ok – 1:51